# Château de Divonne
Pour les articles homonymes, voir Divonne (homonymie).
Le château de Divonne est un château des XVIIIe et XIXe siècles situé sur la commune de Divonne-les-Bains, dans le département français de l'Ain, en région Auvergne-Rhône-Alpes. Il succède à un ancien château-fort du Moyen Âge qui est détruit en 1590.
Le 18 janvier 2017, le château est en grande partie détruit par un incendie.

## Situation
Le château de Divonne est situé dans le département français de l'Ain sur la commune de Divonne-les-Bains, distante de quatre kilomètres de la ville de Gex.

## Histoire
Le château est cité pour la première fois dans les textes, en 1131, sous le terme castrum.
Divonne est au début du XIIe siècle le centre d'une importante seigneurie avec château fort possessions des sires de Divonne, sous la mouvance des sires de Gex. La seigneurie s'étend alors, au sud de la pierre de Mourex, bloc erratique visible encore aujourd'hui entre le village de ce nom et celui de Grilly, au nord jusqu'à Asyin. À l'ouest, ses limites dépassaient les crêtes boisées du Jura.
Parmi ses plus anciens détenteurs on connaît : Walcher (Gaucher) de Divonne et son frère, Étienne de Divonne qui, en 1123, firent de concert une donation au monastère de Bonmont. Cette donation constitue l'acte de fondation de l'abbaye de Bonmont édifiée à cette époque. Leur succédèrent Pierre de Divonne, vivant en 1154 ; Humbert, en 1172, et Hugues, en 1218.
Le 2 juin 1225, Amédée II seigneur de Gex donne en alleu le fief de Divonne, que tenait de lui le seigneur du lieu, au monastère de Saint-Claude. Le 14 août 1285 et le 1er janvier 1286, Léonète, dame de Gex, et Pierre, son fils, prêtèrent hommage à Amédée V de Savoie pour le château qui leur avait fait retour et dont l'usufruit est réservé, neuf ans plus tard, par son contrat de mariage, à Jeanne, fille de Louis de Savoie et femme de Guillaume de Joinville, seigneur de Gex. Le seigneur, en était, en 1356, Amé II de Joinville, dont la fille Aymonette épouse Jacques de Gingins. Laurent de Gingins est le dernier baron de Divonne de sa lignée. Il épouse Jeanne de Symond qui, veuve en 1653, se remarie en secondes noces avec Gilbert Ier de La Forest, écuyer, seigneur de Rumilly-sous-Cornillon. Divonne est légué vers 1660 et les descendants en gardent la jouissance jusqu'en 1789.
Le pays de Gex définitivement rattaché à la France avec ces deux provinces (généralité de Bourgogne) par le traité de Lyon signé le 17 janvier 1601, la seigneurie relevait dorénavant du roi de France. Ainsi, le fils de Gilbert, Albert-Eugène de La Forest, héritier de son père, quitte les états de la maison de Savoie, s'installe à Divonne et devient sujet français et ses descendants, après lui. Première baronnie du pays de Gex, Divonne est le chef-lieu d'un important territoire.
La Révolution française enlève à ses seigneurs presque tous leurs biens. Louis de La Forest Divonne, à la Restauration, retrouve cependant une partie de ses biens et les bois du Jura qui constituent le majorat institué en sa faveur lorsqu'il est nommé pair de France héréditaire par le roi Charles X en 1827.
Divonne est réquisitionné pour être transformé en infirmerie pendant la Seconde Guerre mondiale. Marcel Anthonioz, député-maire de la ville de Divonne et ministre du Tourisme, loue ensuite le château afin de le transformer en hôtel-restaurant saisonnier. Après sa mort en 1976, le fonds de l'hôtellerie qu'il avait cédé à la commune est exploité par la municipalité.
La société Grandes Étapes Françaises rachète le fonds de commerce du château-hôtel (les murs appartenant à François-Paul de La Forest-Divonne) pour un franc symbolique le 29 mars 1984 et un loyer sera payé à François Paul La Forest-Divonne.
Le château de Divonne est aujourd'hui un hôtel-restaurant quatre étoiles toujours exploité par la société Grandes Étapes Françaises.

## Incendie
Le 18 janvier 2017, vers 19 heures, un incendie se déclare au deuxième étage, dans une pièce de stockage. Le château est alors immédiatement évacué par les six clients de l'hôtel et le personnel. Des pompiers suisses du service d'incendie et de secours de la ville de Genève (SIS) et du Service de Sécurité de l'Aéroport (SSA) de Genève, ainsi que du district de Nyon sont dépêchés sur les lieux, afin de renforcer les effectifs de pompiers de l'Ain. On compte un total de 80 pompiers et 30 véhicules. Vers 23 heures, l'incendie est sous contrôle et aucun blessé n'est à déplorer. Néanmoins, les dégâts semblent importants.

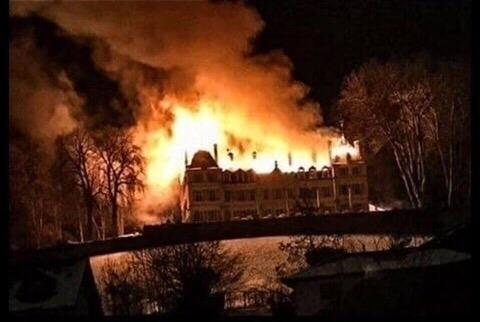
Le château qui est la proie des flammes.
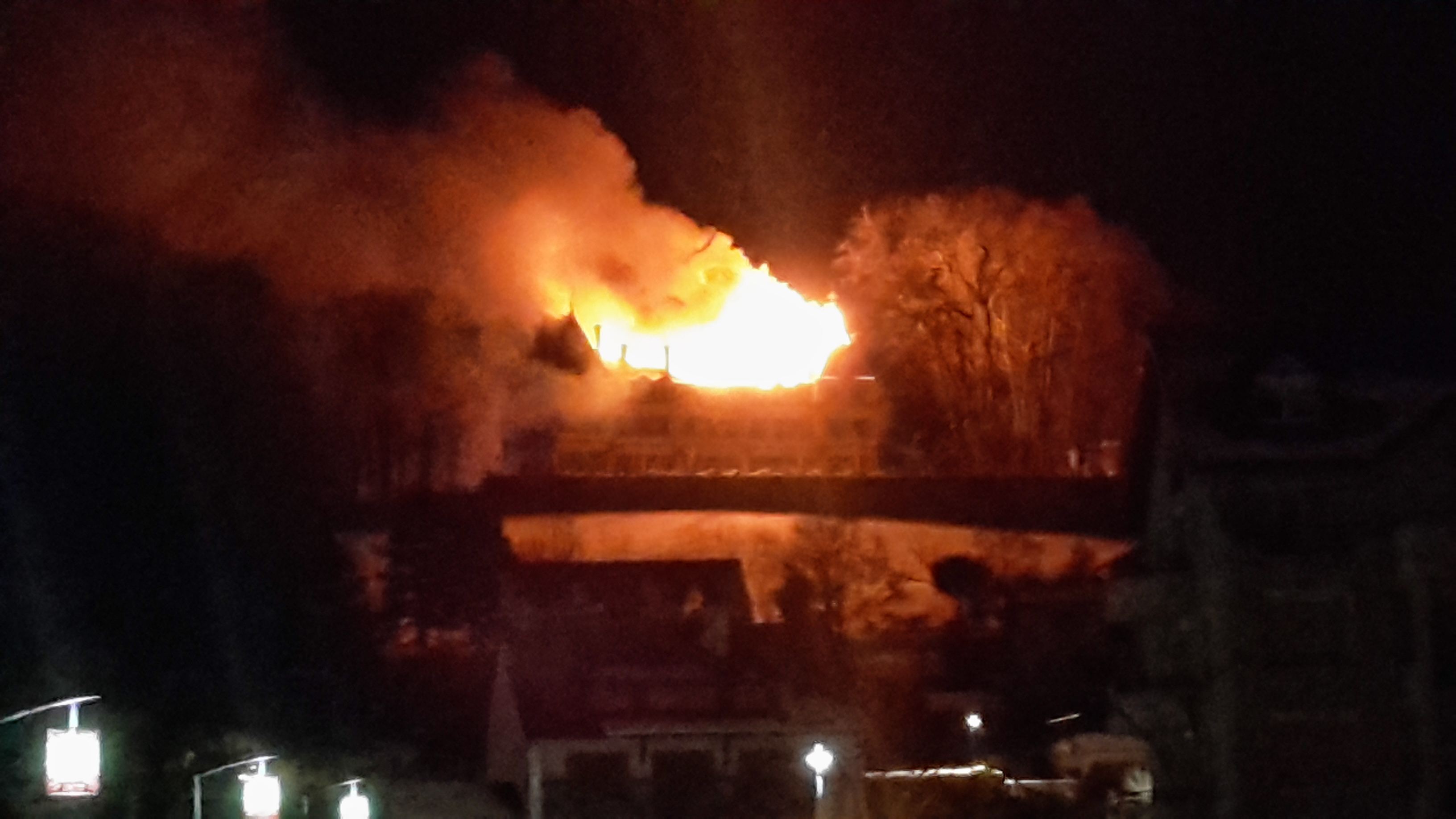
Le château en feu vu du parc, une heure après le déclenchement de l'incendie.

## Description
L'ancien château médiéval, puissamment fortifié, était entouré d'un mur d'enceinte appuyé de plusieurs tours rondes.
Au XVIIIe siècle un nouveau château, bâti par Claude-Antoine de La Forest, comte de Divonne, remplaça les anciennes constructions qui disparurent presque complètement au XIXe siècle. Le nouveau bâtiment a été complété par ses deux ailes carrées en 1860. Dans le parc on peut voir une ancienne poterne datant du XIIe siècle, unique vestige du château primitif.
Le parc du château de Divonne est inscrit au pré-inventaire des jardins remarquables.

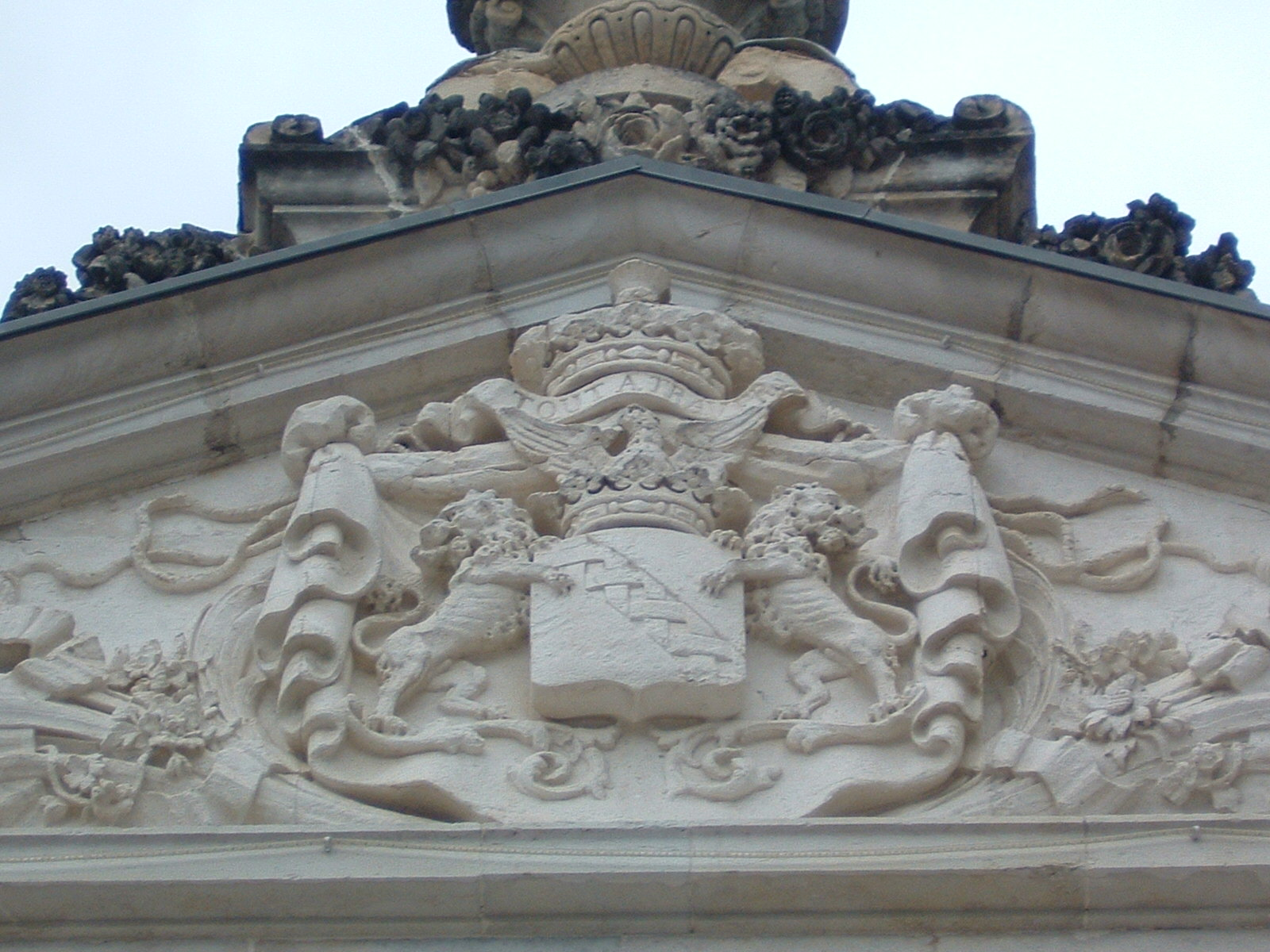
Fronton du château de Divonne.
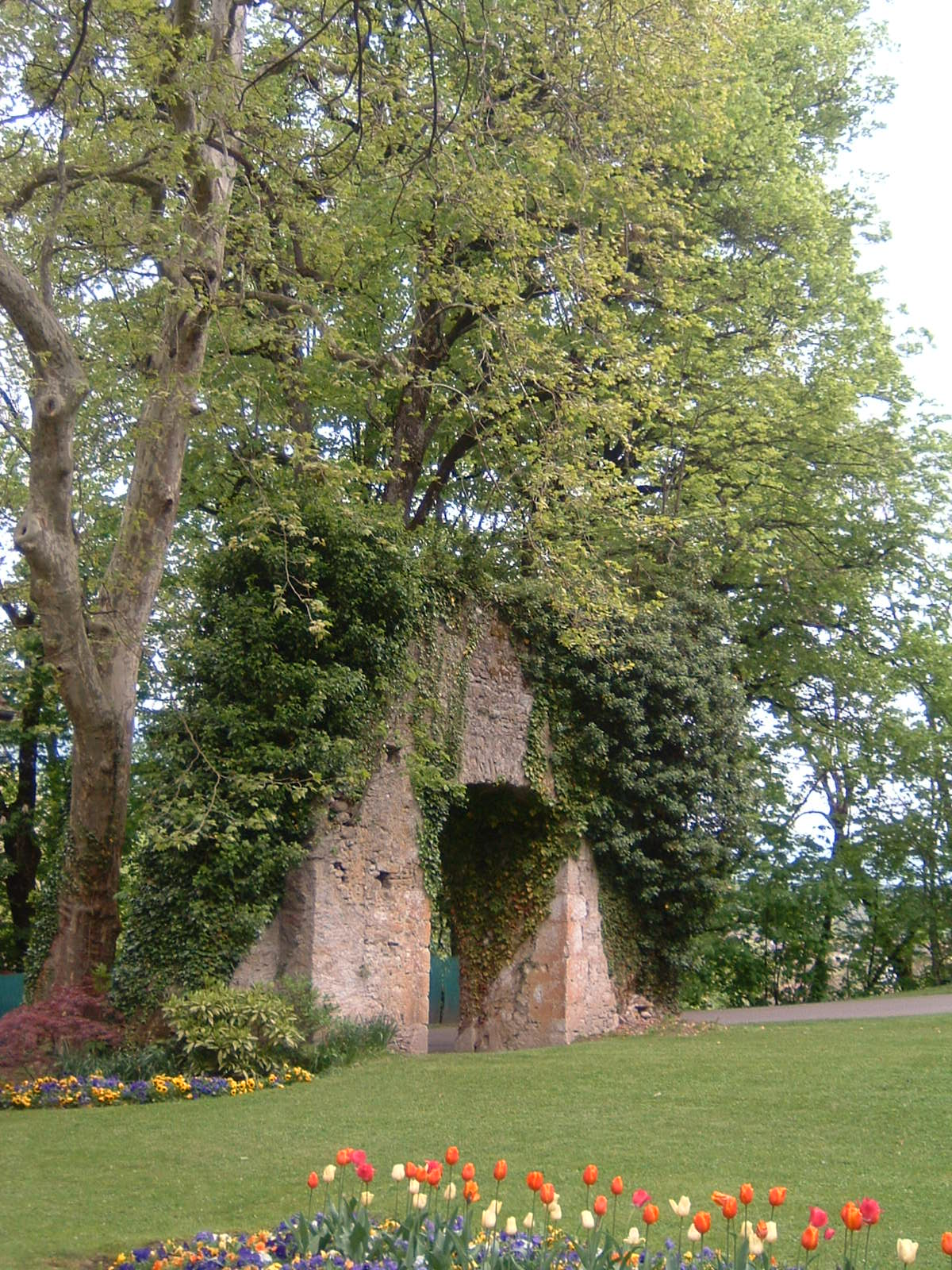
Poterne de l'ancien château de Divonne (XIIe siècle).